# 桑格豪森
桑格豪森（德語：Sangerhausen，發音：[zaŋɐˈhaʊzn̩] ⓘ）是德国萨克森-安哈尔特州曼斯费尔德-南哈茨县的城市，也是曼斯费尔德-南哈茨县的县治，面积207.66平方千米，2023年12月31日人口为25,300人。